# Пшеничное (Кременский район)
Пшеничное (укр. Пшеничне) — село в Кременском районе Луганской области Украины. Входит в Новокраснянский сельский совет.
Население по переписи 2001 года составляло 69 человек. Почтовый индекс — 92934. Телефонный код — 6454. Занимает площадь 0,55 км². Код КОАТУУ — 4421685402.

## Местный совет
92923, Луганська обл., Кремінський р-н, с. Новокраснянка, вул. Леніна, 85а  (укр.)